# Mukendi Mbuyi
Mukendi Mbuyi (Kananga, 26 aprile 1960) è un'ex cestista della Repubblica Democratica del Congo.

## Carriera
Ha disputato i Giochi olimpici di Atlanta 1996 e i Campionati mondiali del 1990.